# Noëlle Châtelet

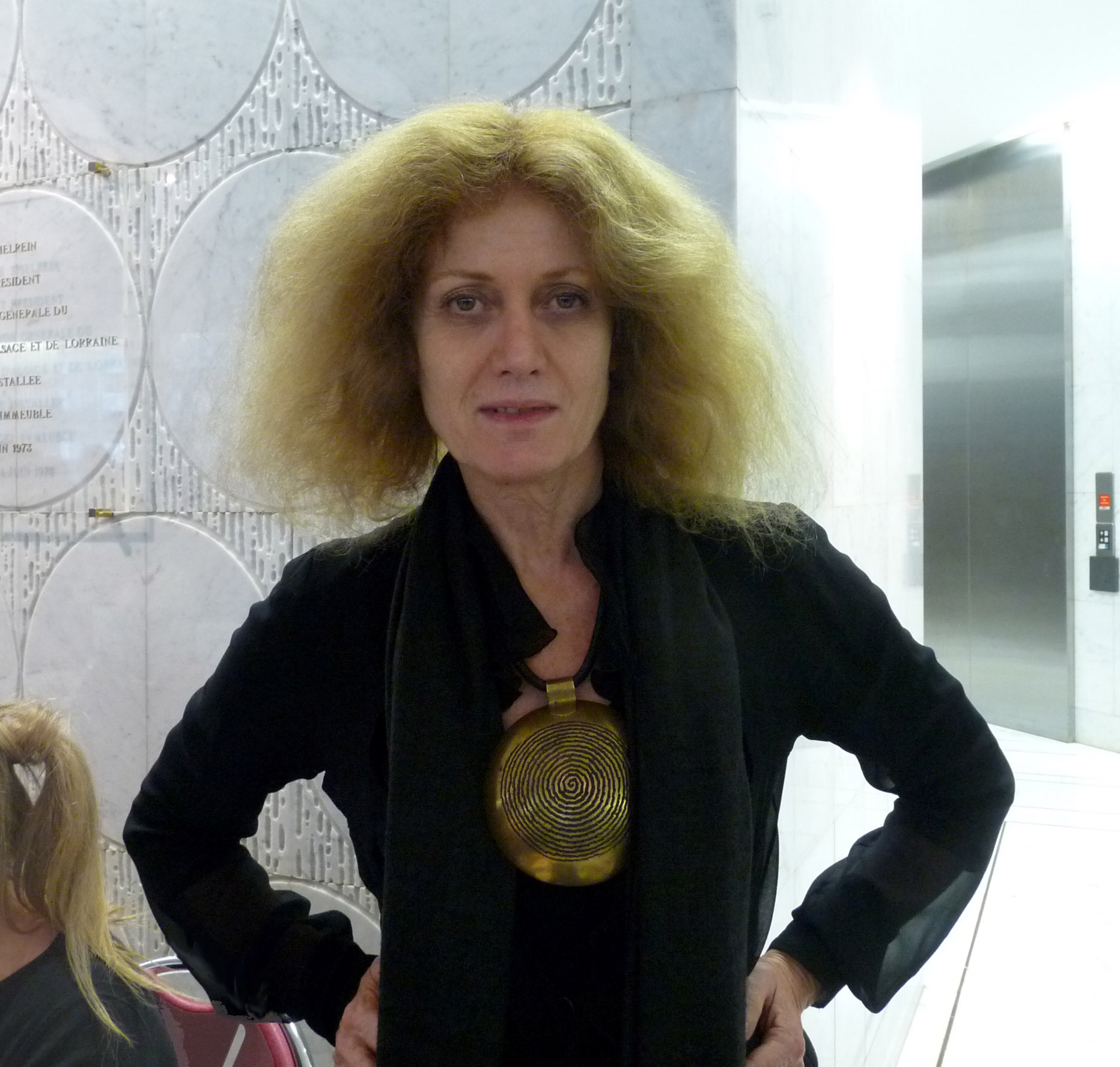
Noëlle Châtelet (2009)

Noëlle Châtelet (* 16. Oktober 1944 in Meudon bei Paris) ist eine französische Schauspielerin und Autorin. Sie lebt in Paris, wo sie Kommunikationswissenschaften an der Universität Paris V (DESS) unterrichtet.
Madame Châtelet ist die Schwester des ehemaligen französischen Premierministers Lionel Jospin und die Witwe des Philosophen François Châtelet. 
Bis zum Jahr 1987 war sie als Schauspielerin in Film und Fernsehen tätig. So wirkte sie unter anderem an der 1979 gedrehten Fernsehserie  Buddenbrooks nach dem Roman von Thomas Mann als Gerda Buddenbrook mit. Von 1989 bis 1991 war sie Direktorin des Institut Français in Florenz und von 1995 bis 1999 Präsidentin der Maison des écrivains in Paris. Gegenwärtig ist sie Vize-Präsidentin der Société des Gens de Lettres. 
Sie erhielt den Prix Goncourt de la Nouvelle und für Die Dame in Blau den Prix Anna de Noailles der Académie française. 
Ihre Romane, Erzählungen und Essays wurden in mehrere Sprachen übersetzt.

## Werksauswahl
In deutscher Sprache sind erschienen: 
- Die Dame in Blau, Roman, 1997; KiWi 531, 1999.
- Die Klatschmohnfrau, Roman, 1999, KiWi 615, 2001.[1]
- Das Sonnenblumenmädchen, Roman 2000, KiWi 646, 2001.
- Mit dem Kopf zuerst, Roman, 2002, KiWi 824, 2004.
- Die letzte Lektion, Kiepenheuer & Witsch, 2006.
- Geliebte Enkelin, Kiepenheuer & Witsch, 2011.

## Filmografie
- 1977: Baxter, Vera Baxter
- 1977: Le diable dans la boîte
- 1979: Die Buddenbrooks
- 1980: Die Bankiersfrau (La banquière)